# Мишел дьо Бей
Мишел дьо Бей (на френски: Michel de Bay; латинизирано: Michael Baius) е брабантски теолог, оказал силно влияние върху Корнелий Янсен, един от основоположниците на янсенизма.
Учи философия и теология, а след това заема разни длъжности в Университета в Льовен. Около 1550 г., заедно с теолога Ян Хеселс, започва да предлага революционни доктрини за божественото милосърдие и опрощаването на греховете, основаващи се на нова песимистична интерпретация на произведенията на Августин. Според него невинността на Адам и Ева са част от тяхната природа и първородният грях разрушава същината на човешката природа. Макар че възгледите му са осъждани от няколко папи, той запазва преподавателското си място в Льовен и дори става канцлер на Университета през 1575 г.